# Île de la Navasse
L'île de la Navasse (en anglais : Navassa Island ; en créole haïtien : Zilè Lanavaz) est un îlot inhabité des Antilles et est situé en mer des Caraïbes, dans le passage de la Jamaïque, à 57 kilomètres à l'ouest d'Haïti. L'île de la Navasse fait partie des îles mineures éloignées des États-Unis mais est revendiquée par Haïti,.

## Géographie

### Topographie et géologie
L'île de la Navasse est un atoll surélevé plat, couvert d'une maigre végétation en raison du manque d'eau douce. L'îlot est très difficile d'accès, car les falaises abruptes de ce récif de corail tombent verticalement dans la mer, et n'a accueilli qu'une douzaine de missions scientifiques en plus d'un siècle. Sécheresse et géographie ont préservé l'écosystème de l'île, qui aurait peu changé depuis Christophe Colomb.

### Écosystème
Au moins 250 nouvelles espèces végétales et animales ont été découvertes lors d'une expédition scientifique. Organisée par le Center for Marine Conservation, organisme américain, la mission a recensé 800 espèces sur cette île des Caraïbes. Et, selon les chercheurs, une quinzaine d'entre elles sont endémiques, notamment de nombreux lichens et des grillons sans ailes.

## Histoire
L'île de la Navasse, inhabitée, a été revendiquée au nom des États-Unis en 1857 par l'officier de marine, le capitaine Peter Duncan, en vertu des dispositions législatives du Congrès des États-Unis sur l'exploitation des ressources de guano édictées dans le Guano Islands Act de 1856. Les importants gisements de guano de l'île ont été exploités commercialement entre 1865 et 1898. Haïti revendique l'île depuis 1878.
Les autorités américaines, en lutte contre le trafic de drogue, maintiennent leur présence dans cette région hautement stratégique de la région caribéenne. De son côté, le gouvernement haïtien a réitéré sa revendication dans l'article 8a de sa constitution de 1987. Elle permettrait surtout aux autorités de ce pays d’accroître l’étendue de leur zone économique exclusive (ZEE), limitée actuellement par la frontière terrestre avec la République dominicaine et la proximité géographique de Cuba, de la Jamaïque et des Bahamas. Cette extension de ZEE permettrait à l’économie haïtienne d’exploiter la biodiversité des eaux navasséennes.

## Galerie

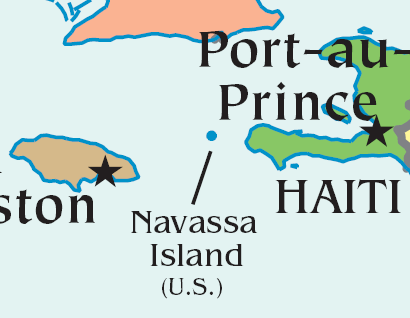
Carte montrant la position de l'île de la Navasse.
Plan de l'île de la Navasse.
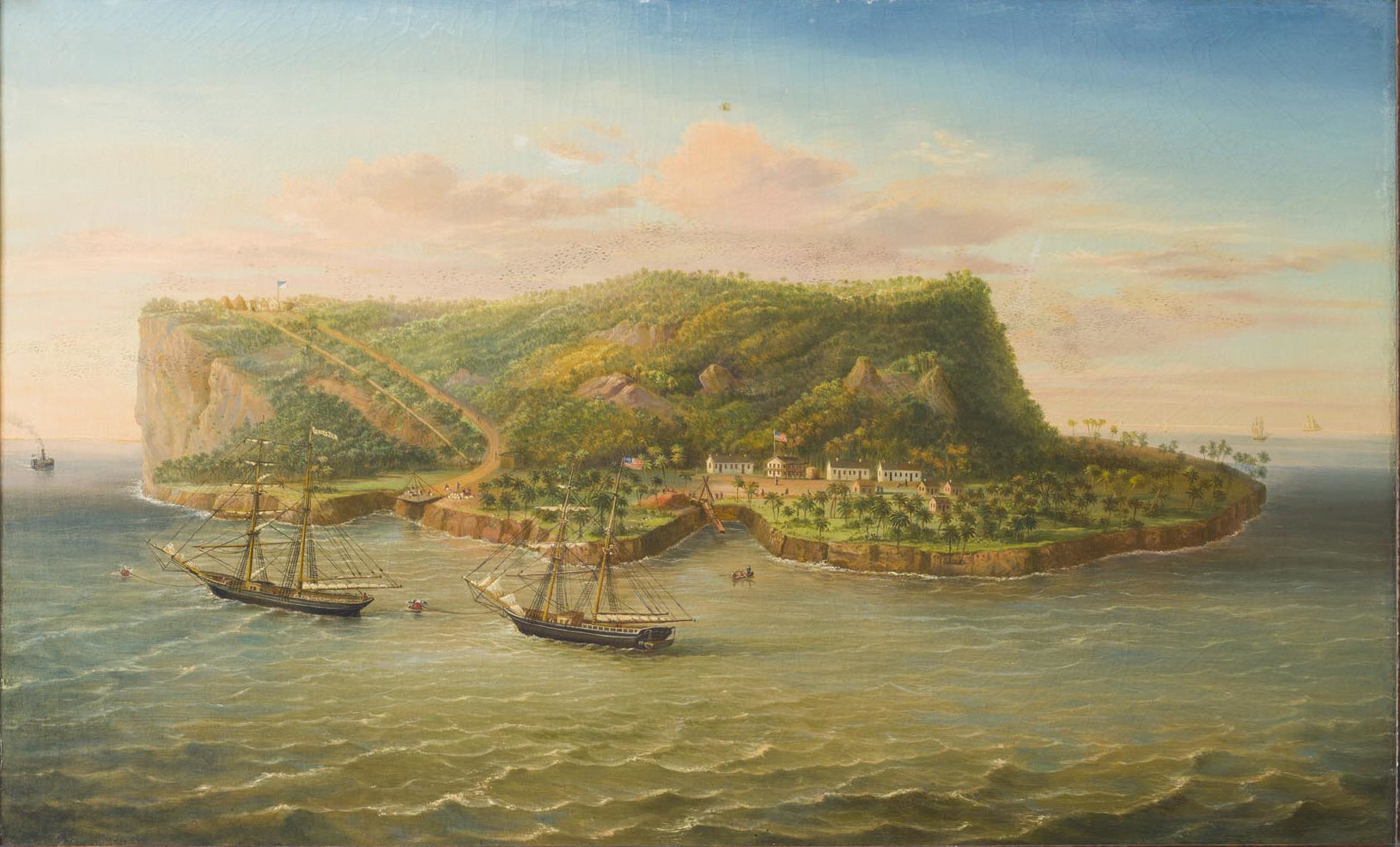
Peinture de l'île vers 1870.
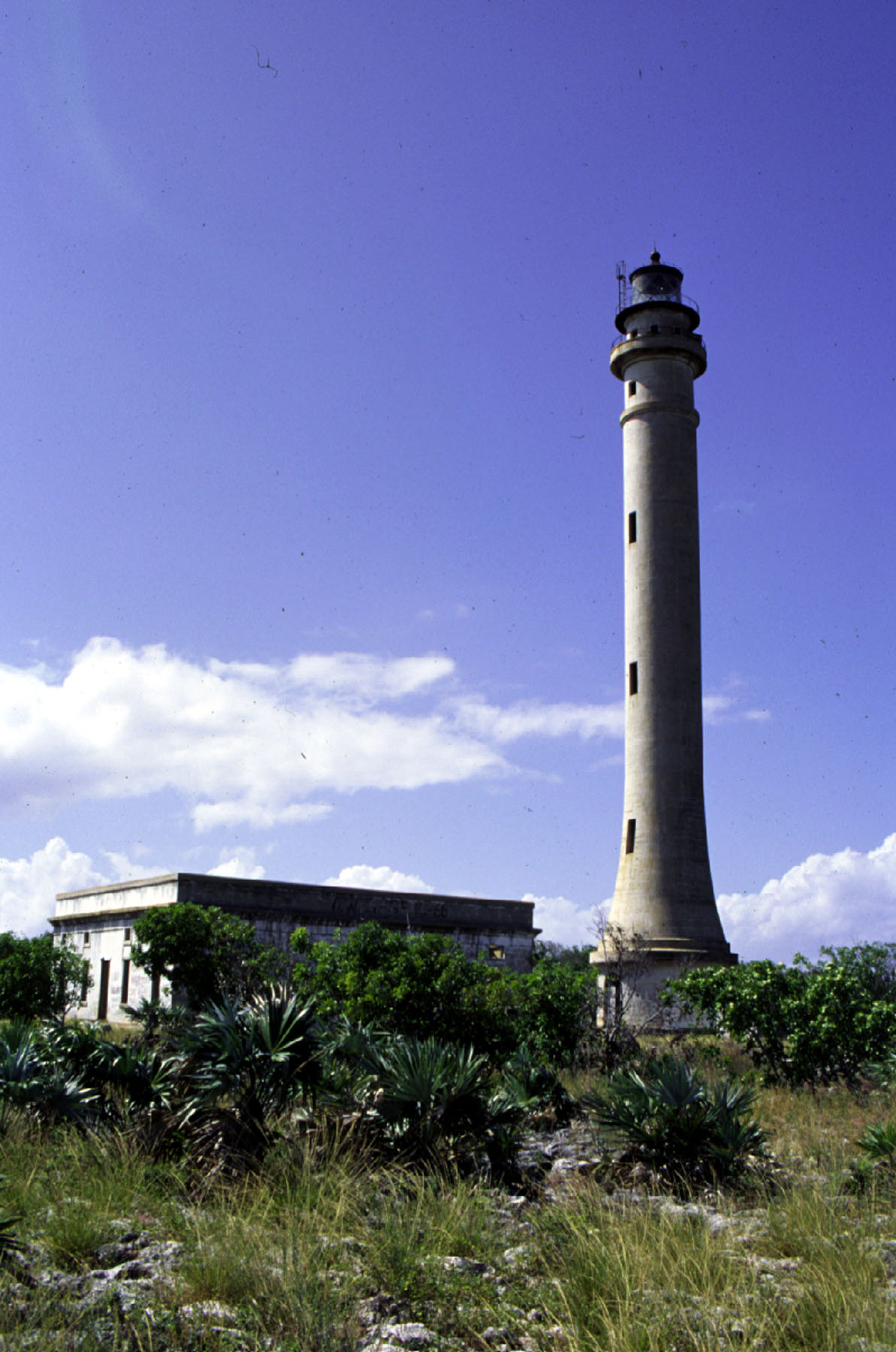
Le phare de l'île avec, au premier plan, les quartiers du gardien.
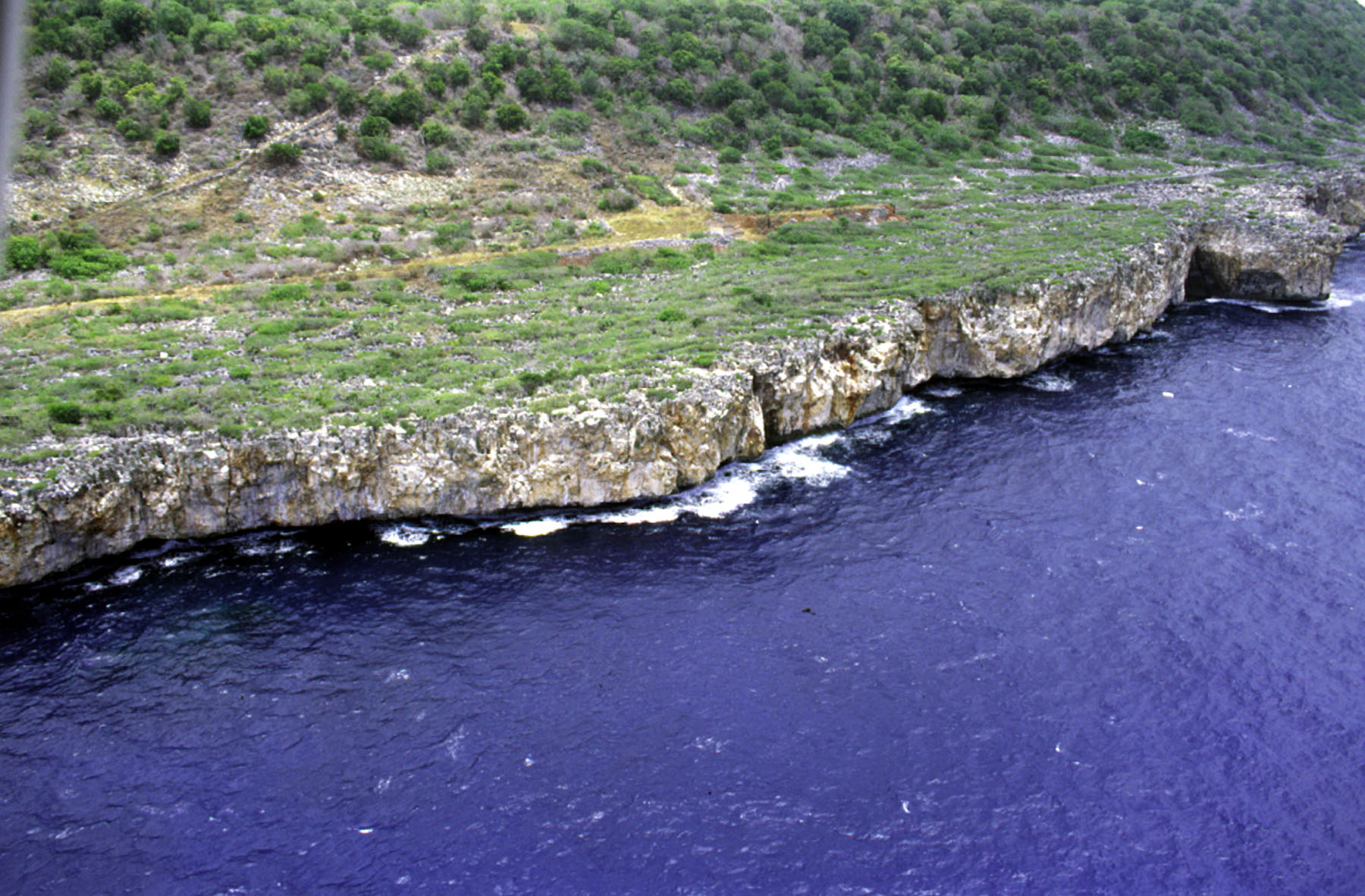
Photo montrant la côte abrupte entourant l'île.
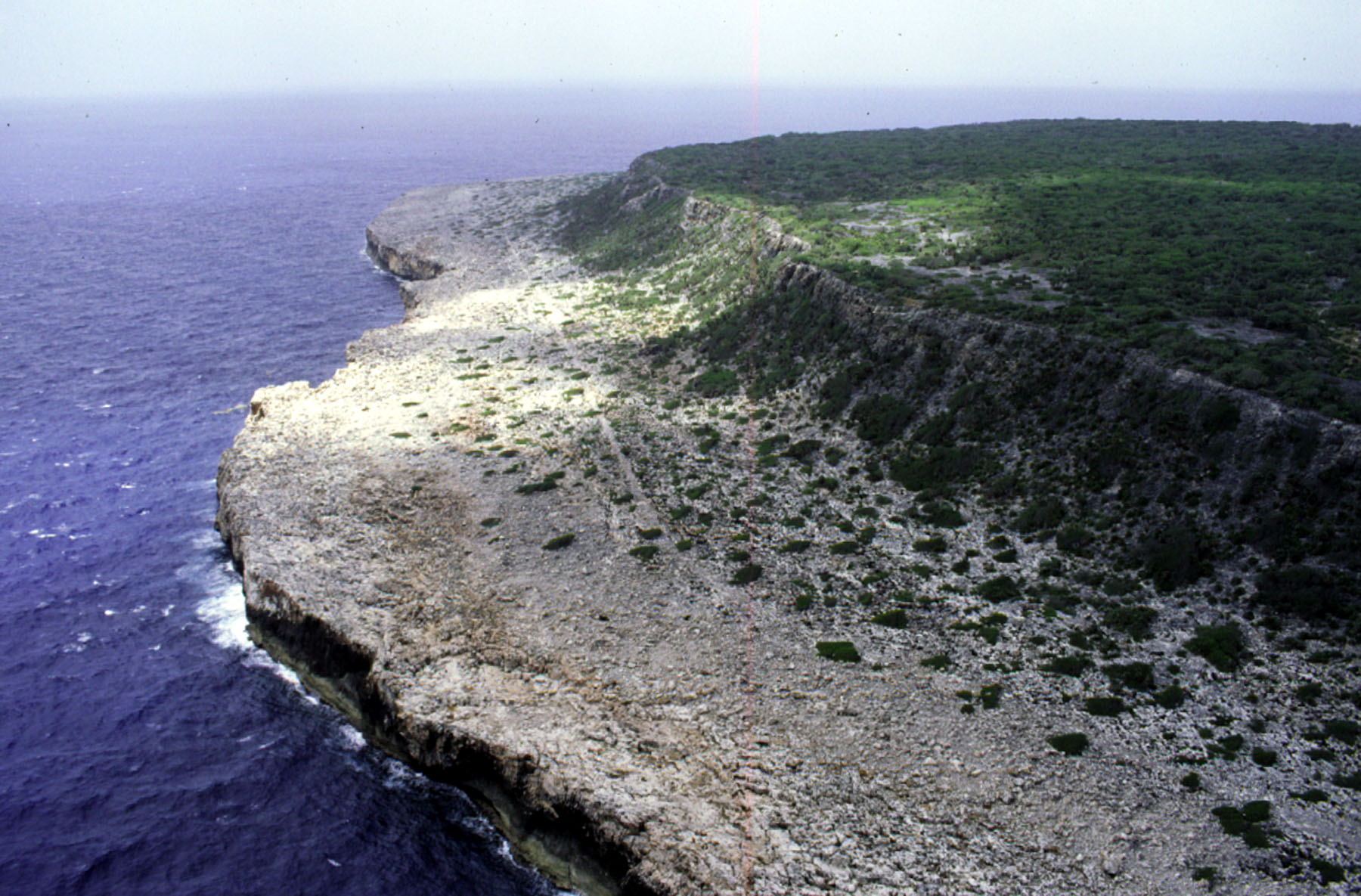
Falaises côtières de l'île.